# 男声合唱

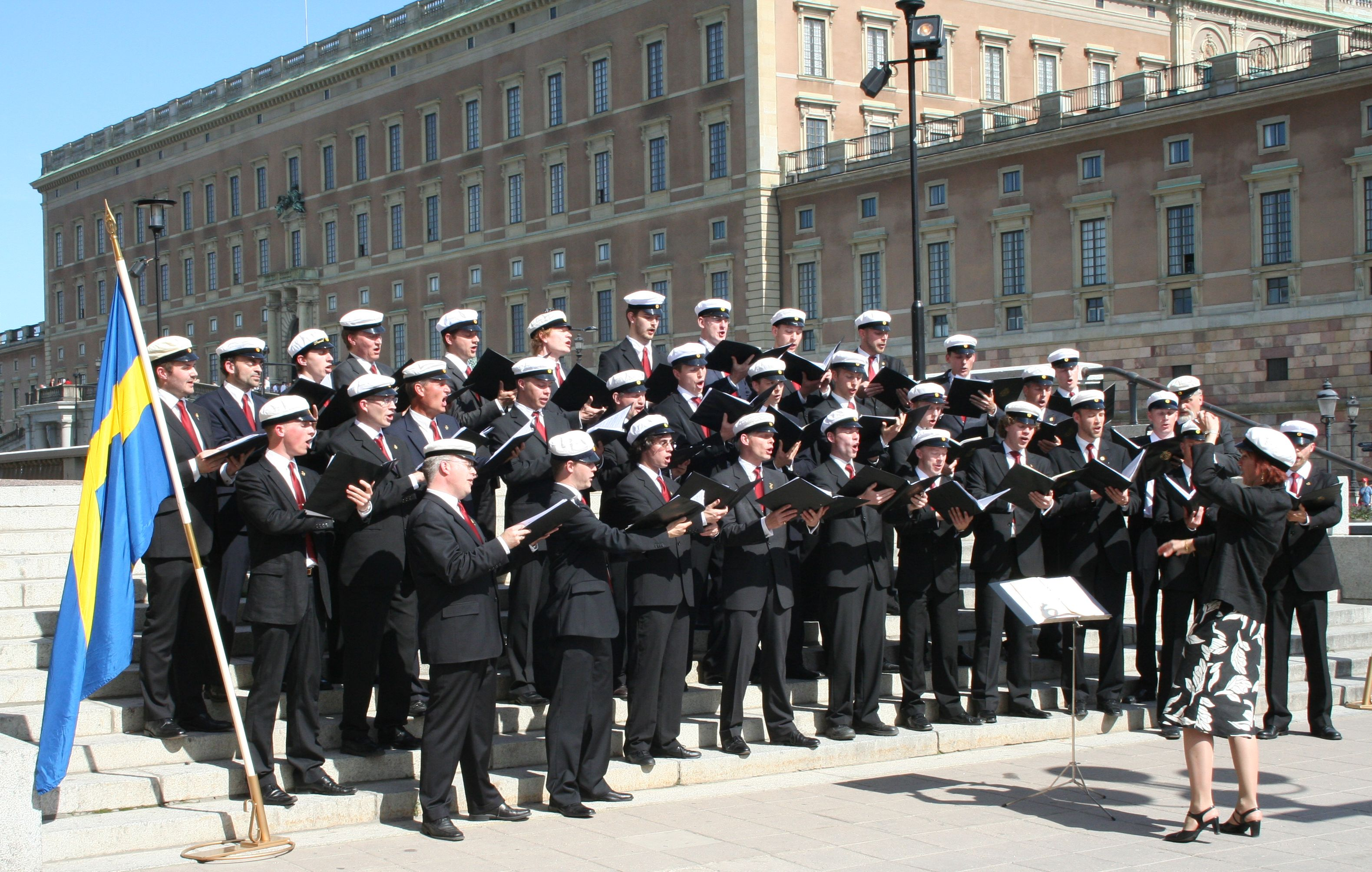
ストックホルム・アカデミー男声合唱団 (Stockholm Academic Male Chorus)

男声合唱（だんせいがっしょう）とは、変声期を過ぎた男性のみによる合唱の一形態。インドネシアのケチャや、日本の木遣、仏教の声明などにも見られる形態であるが、本項においては、特にクラシック音楽における男声合唱について記述する。

## 概要
声域・声質によってパート分けされ、高音域から順に、第1テノール（ファーストテノール、トップテノールとも）・第2テノール（セカンドテノール、リードテノールとも）・バリトン・バスの4パート（男声4部合唱）で演奏されることが多い。時おり、テノール・バリトン・バスの3部合唱や、テノールとバリトン・バスをさらに3パートずつに分けた6部合唱という編成も見られる。また、カウンターテナーのパートが加えられる場合もある。主旋律は通常第1テノールが歌う。バーバーショップスタイル（後述）のアンサンブルでは第2テノールをリードと呼び、ここが主旋律を担当する。
標準的な男声合唱曲の音域は約2オクターブ半であり、混声合唱に比べると当然狭いが、ファルセットを用いればより高い声域を演奏できるうえ、バスの低音域がアルトよりも広いことから、実際には混声合唱と同等の3オクターブ以上をカバーすることもできる。ヤナーチェクの「さまよえる狂人」やシェーンベルクの「6つの男声合唱曲 作品35」はこのような極限的な音域を駆使した例である。また、この豊かな音域を生かして混声合唱曲を演奏する者たちもいる（たとえばシャンティクリア）。
男声合唱は低音域が充実しているため倍音が数多く発生する、それが生かせるようア・カペラ（無伴奏）での演奏が多い。また、ピアノやオルガンや管弦楽など、他の楽器と共演することもしばしばである。
なお、日本の男声合唱団によく見られる名称の1つ「グリークラブ (glee club) 」は、18世紀後半にイギリスで生まれた同名のクラブに由来する。グリーと呼ばれる形式の音楽を歌う団体であったが、19世紀にはアメリカに伝わり、さまざまな合唱団がグリークラブを名乗るようになる。また、しばしば見られる「メンネルコール (Männerchor) 」はドイツ語で男声合唱（団）を意味する。

## 歴史

### 世界の男声合唱史
男声合唱の歴史はクラシック音楽に限定しても長い。新約聖書にある「コリントの信徒への手紙一」には、「婦人は教会では黙っていなければならない」 (14-34) と書かれており、そのため、教会音楽は近代に至るまで、もっぱら男性のみによって担われてきた。今日、グレゴリオ聖歌の録音が男声合唱によって行われることが多いのは、その影響と言えるだろう。高声部は、少年やカウンターテナー、カストラートによって代用された（こうした合唱曲は、現在では女性を加えた混声合唱団によって演奏されることも多い）。19世紀には、教会音楽への女性の参加が一般的になりつつあったが、男声合唱はこの世紀に、世俗音楽の分野を中心として黄金期を迎えることとなる。
19世紀はじめになってドイツにリーダーターフェル、南ドイツやスイスにリーダークランツ、フランスにオルフェオンが相次いで生まれ、それらによる男声合唱運動が、北欧、東欧やアメリカへと波及していく。この頃に活躍した作曲家の多くが、男声合唱団のために指揮や作曲を行った。
ブルックナーを例にとると、彼は1843年にハンス・シュレーガーという人物の男声合唱曲に感動し、自ら男声四重唱団を組織して以来、男声合唱団で歌い、時には指揮し、時には団のために作曲し、実に半世紀もの間をこのジャンルに捧げた。彼の最初の出版作品も最後の完成作品も、いずれも男声合唱曲である。
シベリウスもまた、男声合唱団のために数十曲の作品を残し、その多くを初演したヘルシンキ大学合唱団とともに、フィンランドの合唱界のみならず音楽界全体に大きな足跡を残している（ヘルシンキ大学合唱団は今日、世界的に著名な合唱団の1つと位置づけられ、日本も含め諸外国で公演を頻繁に行っている）。この他、グノーはパリのオルフェオンの音楽監督を1852年から1860年まで勤め上げているし、ワーグナーは、短期間ながらもドレスデンのリーダーターフェルの指揮者に就任している。
なお、今日多くの男声合唱団に愛されているシューベルトについては、合唱運動が本格的に勃興する前に亡くなっているため、彼が直接運動に携わったというわけではない。しかしながら、運動の高まりとともに、ドイツ圏においてはシューベルトが高く評価され、重唱曲として初演された数多くの作品が合唱団にとりあげられた。
一方、イギリスは、ドイツやフランスとは別の道をたどった。17世紀に生まれたキャッチや、18世紀後半以降に活発化したグリーと呼ばれるジャンルがもてはやされていたからである。サミュエル・ピープスの日記の中にも、彼がキャッチを歌ったという記述が見られる。また、ハイドンはこれらのジャンルのために「12のキャッチとグリー」を編んでいる。
イギリスの男声合唱を語る場合に指摘されるべきもう一つの点は、この国で生まれた世界的な団体であるフリーメイソンとの関わりであろう。この団体は原則的に男性のみによって運営されており、各種の儀式やイベントで歌が必要な場合、当然男声合唱や独唱曲が作られたのである。フリーメイソンに所属していた作曲家に、トマス・アーン、ベンジャミン・クック、サミュエル・ウェッブなどがいる。ここで列挙した3人はみなグリーの作曲家でもある。この団体に関する男声合唱曲のほとんどは今日忘れられているが、モーツァルトが入会後に作曲した男声合唱曲は、現在でもCDや楽譜で参照することが可能である。キャッチはグリーの普及とともに衰え、グリーもまた19世紀後半には衰退し、現在ではあまり顧みられていないが、「グリークラブ」という名称は、日本やアメリカの男声合唱団に好んで用いられている。
また、19世紀後半のアメリカでは、男が床屋に集まって無伴奏のカルテットを楽しむのが流行し「バーバーショップ・ハーモニー」と呼ばれる独自のスタイルを築いた。バーバーショップスタイルのアンサンブルは近年、日本でも盛んになっている（女声や混声によるバーバーショップアンサンブルも少数ながら存在するが、男声が中心）。
中央ヨーロッパで黄金時代を迎えた男声合唱は、合唱運動の衰退や、混声・女声合唱の勃興などにより20世紀になると衰えていく。リヒャルト・シュトラウスがドイツの男声合唱団について、「ほとんど考慮するに値しない」「その芸術的な収穫はごくわずか」と書き、皆川達夫がオルフェオンの衰退の原因について、彼らの演奏する曲が「〈お素人向きのお手軽な音楽〉」に堕したことをほのめかしているように、男声合唱団や男声合唱曲の質の低さも指摘されていた。
この世紀は北欧、東欧やアメリカ、日本にとっての黄金期といってよいだろう。ハンガリーにはこの地の合唱の基礎を築いたバルトークやコダーイなど、北欧には前述のシベリウスやマデトヤ、アルヴェーンらがいたし、アメリカではロバート・ショウなどが編曲の分野で活躍した（日本については後述）。
男声合唱運動の中心から遠く離れたロシアにおいて、正教会の聖歌は19世紀に到るまで依然男性によって担われていた（ロシアの教会音楽に混声合唱が取り入れられるようになったのはアルハンゲルスキーの功績である）。現代でもギリシャ正教会（ギリシャ共和国内の正教会）では男声が正教会聖歌の基本である。こうした正教会の聖歌伝統もソビエト連邦が誕生すると正教会聖歌をはじめとして宗教音楽は弾圧される中で大幅に制限され、かわりに民謡の編曲や愛国的な讃歌、世俗的な内容の合唱曲が求められるようになった。ソ連の軍人で構成された赤軍合唱団はこうした作品を演奏し、世界的な知名度を得ることに成功している。なお、ソビエト連邦の崩壊後には聖歌ジャンルも復興を遂げ、現代のロシア正教会の各地の男子修道院は多くの聖歌CDを録音するに至っている。
現在では、クラシックの他の分野と同様、男声合唱もまた世界のいたるところに普及し、各地の作曲家によって毎年たくさんの作品が生まれている。音楽史から見れば、19世紀の合唱運動ほどの力を今日の男声合唱界は持っていないが、他のジャンルもそうであるように、この分野もクラシック界の流行と無縁ではない。近年ブームとなったグレゴリオ聖歌から、民謡、ゴスペル、ポピュラー音楽まで幅広く手がけるアメリカの男声アンサンブルシャンティクリアは、癒しブームにも支えられ、高い支持を受けている。

### 日本の男声合唱史

#### 戦前
日本最古の男声合唱団である関西学院グリークラブが誕生したのは1899年のことである。日本最初の合唱曲と目される瀧廉太郎の組曲「四季」が1900年に生まれていることから、日本の男声合唱史は日本の合唱曲創作史とほぼ重なる。だが、組曲「四季」は男声合唱曲ではない（1曲目の「花」が女声二重唱、あるいは女声二部合唱であり、2曲目「納涼」は独唱、3曲目「月」および最後の「雪」は混声四重唱または混声四部合唱曲）。滝は男声合唱の分野と関わらずにこの世を去った。
山田耕筰は、混声合唱や女声合唱に早くから手を染めながら、そして関西学院グリークラブに所属し、その後も同グリーをはじめとして男声合唱団とのつながりがしばしばあったにもかかわらず、男声合唱曲を残さなかった（団体歌は例外）。信時潔にせよ、橋本國彦にせよ、諸井三郎にせよ、戦前に活躍した作曲家の多くは、この分野に作品をまったくか、わずかしか提供していない。当時の男声合唱団が日陰の存在だったかといえばそうではなく、大学を中心に、男声合唱団体設立の動きが全国的なレベルで見られたし、一部の団体はレコードの録音も行っていた。また、戦前に行われていた合唱コンクール「合唱競演大音楽祭（競演合唱祭）」の出場団体の内訳を見ると、男声合唱団が混声、女声に比べて多い。小松耕輔、木下保、明本京静ら当時の音楽界の重要人物が男声合唱に関わっているという事情も考慮すると、創作活動が混声や女声に比べて低調だったのは不思議である。
この時代においては、男声合唱団は学校の歌を歌う他は、海外の歌を主として訳詞で演奏することが常で、委嘱活動をほとんど行っていなかった。外国作品ばかりに目を向けていた背景からか、男声合唱の楽譜は売れないとみなされていたようで（岡本敏明は当時の音楽出版社について、「女声合唱のほかは出版しようとしませんでした」と書いている。コンクールには出場しないものの、女学校での合唱活動は盛んに行われていた）、作曲家をして男声合唱創作に向かわせる環境に乏しかった。この環境が改善されるには戦後を待たねばならない。
なお、戦前に男声合唱曲を多数残した人物として、藤井清水がいる。多くは民謡の編曲であるが、竹友藻風の詩による「水夫の歌」は戦後になって、音楽之友社やカワイ楽譜、全日本合唱連盟などから出版されている。

#### 戦後
高等教育機関においては、戦後しばらくまで男子の数が女子を大幅に上回っていた。高校・大学の合唱団における男声合唱の比率が大きい時代が続いたが、やがて、女子の高校・大学進学率が高まるにつれて、男声合唱団が混声合唱化し、あるいは混声・女声合唱団が設立されるようになり、その比率は小さくなっていく。戦後の日本の合唱界全体を眺めても、混声・女声合唱を支えたさまざまな動き（うたごえ運動、ママさんコーラス、日本の「第九」ブームなど）に比べて、男声合唱を支持する基盤が弱かったのは否めない。戦後に始まった全日本合唱コンクールにおいては、昭和20年代こそ男声合唱団が優位であったものの、昭和30年代半ば以降は女声合唱団が多く台頭し成績でも男声合唱団をしのぐようになり、関西学院グリークラブをはじめとする男声合唱団は相次いでコンクールから撤退した。しかしながら、作曲の面では戦前に比して著しいものがある。以下、3つの視点から、戦後日本の男声合唱創作の流れを俯瞰する。
作曲
日本の戦後男声合唱に大きく貢献した作曲家としては、清水脩と多田武彦が挙げられる。彼らは数百曲の男声合唱曲を作曲し、男声合唱楽譜を数十冊出版している。
清水は戦後、全日本合唱連盟に参画し、第1回全日本合唱コンクールのために男声合唱曲を書いた。堀口大學の詩による「秋のピエロ」である。この作品は翌年、合唱組曲「月光とピエロ」に組み込まれた。「月光とピエロ」は自身の指揮で、東京男声合唱団によって初演され、全国的な人気を獲得した。彼はその後も「山に祈る」「アイヌのウポポ」など多数の作品をこの分野に残す一方、カワイ楽譜の経営者として自身の他、大中恩、小倉朗、三木稔、多田武彦らの男声合唱作品を世に送った。
多田は京都大学男声合唱団で指揮者として活躍するとともに、清水に作曲の指導を受け、処女作「柳河風俗詩」を完成させた。以後2017年に死去するまで、男声合唱組曲を95作品発表している。これらのほとんどが無伴奏である。
ここまで、日本の男声合唱について作曲家を中心に記述してきたが、清水や多田にしても、他の作曲家にしても、彼らの仕事の大多数が、合唱団や指揮者の委嘱活動によって支えられてきたことは確かである。これは、教育現場（小中高校）において混声・女声・児童に比して需要が少ない男声合唱において特に顕著である。「月光とピエロ」を初演した東京男声合唱団は、1948年から邦人への委嘱活動をはじめたが、清水によると、「その頃ではまったく例のないことであった」とのことである。男声に限らず、合唱団の委嘱活動はこの頃になって本格的に始まる。
その結果、戦前とは対照的に、多くの作曲家が男声合唱に関わるようになった。誰が関わり、どのような作品が生み出されたかについては「主な男声合唱曲」に譲る。
編曲
戦前の男声合唱団はもっぱら外国の歌を歌っていたが、それらのなかには編曲作品も少なくなかった。編曲家としても知られる津川主一も、男声合唱団のためにいくつかの海外の歌を編曲している。
戦後、編曲を通して男声合唱団のレパートリー拡大に努めた人物に、福永陽一郎がいる。1952年に「コンサート活動を主目的とした」最初の職業合唱団である東京コラリアーズを設立し、この団体のために数多くの編曲を行っている。関西学院グリークラブ出身であり、東京コラリアーズに歌い手として所属していた北村協一も後に編曲に携わり、彼らの編曲を、彼ら自身や、東京コラリアーズの協同設立者である畑中良輔が積極的に演奏した。3人に共通するのは声楽（オペラ）界とのつながりも強いという点であり、良いオリジナル男声合唱曲が少ないという福永や畑中の認識もあって、オペラや歌曲、ミュージカルなどさまざまな分野の作品が男声合唱界に「輸入」された。
以上は他人が編曲したものについてである。日本人作曲家が自作曲を男声合唱に編曲した例は、戦前はほとんどないと思われるが、戦後には飛躍的に増加する。髙田三郎「水のいのち」、廣瀬量平「海鳥の詩」、荻久保和明「IN TERRA PAX」、木下牧子「方舟」、大中恩「島よ」など、混声合唱からの編曲が多い。逆に、男声合唱から混声合唱への編曲も数多く、先に書いた清水脩の「月光とピエロ」はその先例である。
現代の「聲明作品」
最初に記したように、いわゆるクラシック音楽以外においても、聲明のように、男性のみが歌う形態が古くから存在していた。作曲家の幾人かがこれに目をつけ、男声合唱団によって歌われる作品にしたてている。黛敏郎の「涅槃交響曲」や藤原義久「法華懺法」などである。
ここで扱う音楽は、クラシック（現代音楽）の作曲家によって書かれながら、合唱団ではなく、普段から聲明に取り組んでいる僧侶たちによって演奏されるものである。この手の作品が登場したのは「現代邦楽」や「現代雅楽」に比べてずっと遅く、1980年代になってのことである。
このジャンルの誕生経緯は、木戸敏郎編『日本音楽叢書　三　聲明〔一〕』『日本音楽叢書　四　聲明〔二〕』（音楽之友社、1990年）に詳しい。木戸は国立劇場が開場した1966年から聲明の公演を行っているが、それ以前においては、このジャンルの演奏はもっぱら寺院でしか接することができず、それゆえ多くの人々にとっては「未知の音楽体験」であった。しばらくは、すでに存在している演目を披露していたが、やがて現代の作曲家に新作を委嘱しようという動きになり、石井眞木の「蛙の声明」や、近藤譲「壤歌」、高橋悠治「夢切記（ゆめのきぎれ）」などが生まれた。「聲明」という伝統的かつ新しい音楽ジャンルは欧米でも注目され、「蛙の声明」はドイツで演奏された他、細川俊夫の「観想の種子」のように、イタリアの音楽祭から委嘱を受けたものもある。
もっとも「聲明」といっても、数十人の声を必要とするような作品もあれば、「観想の種子」のように歌い手が4人というものもあり、すべての「聲明作品」を合唱の文脈で説明することについては慎重な検討が必要かもしれない。

## 主な男声合唱曲
ここでは、古典派以降の作曲家の作品を生年順に紹介する。（　）内は伴奏形態を示す。リストの膨れ上がりを回避するため、CDで聴くことができる作品に限定している。また、これ以外にもオペラでは役柄の要請上（軍隊など）合唱が男性指定となっている作品があり、『セビリアの理髪師』『神々の黄昏』などが代表的である。
- モーツァルト - フリーメイソン小カンタータ“高らかにわれらの喜びを告げよ” K.623（管弦楽）
- ケルビーニ - レクイエム 第2番 ニ短調（管弦楽）
- シューベルト - 水の上の精霊の歌 D.714 [作品167] （弦楽） / セレナード D.920 [作品135] （ピアノ ※アルト独唱を伴う）
- メンデルスゾーン - 劇音楽「アンティゴネ」 作品55（管弦楽 ※序曲と7曲の男声合唱曲） / 芸術家に 作品68（吹奏楽）
- シューマン - カノン風のリトルネッロ 作品65（無伴奏）
- リスト - 四大元素（ピアノまたは管弦楽） / レクイエム（オルガン）
- ワーグナー - 使徒の愛餐（管弦楽）
- グノー - ミサ曲第2番（オルガン）
- スメタナ - 祝典讃歌（無伴奏）
- ブルックナー - ゲルマン人の行進（金管） / ヘルゴラント（管弦楽）
- ヨハン・シュトラウス2世 - 美しく青きドナウ 作品314（管弦楽 ※後に管弦楽のみで演奏されるようになり、そちらが有名になった）
- ブラームス - カンタータ「リナルド」 作品50（管弦楽） / アルト・ラプソディ 作品53（管弦楽 ※アルト独唱を伴う）
- サン＝サーンス - サルタレッロ 作品74（無伴奏）
- ドヴォルザーク - 5つの男声合唱曲 作品27（無伴奏）
- グリーグ - 12の歌 作品30（無伴奏）
- リムスキー＝コルサコフ - 賢者オレーグの歌 作品58（管弦楽）
- ヤナーチェク - さまよえる狂人（無伴奏）
- プッチーニ - 王者の旗（オルガン）
- ドビュッシー - 祈り（管弦楽）
- リヒャルト・シュトラウス - 一日の時間 作品76（管弦楽） / リュッケルトの詩による3つの男声合唱曲（無伴奏）
- シベリウス - 恋する人 作品14（無伴奏 ※後に弦楽合奏曲に編曲された）／火の起源 作品32（管弦楽）
- シェーンベルク - ワルシャワの生き残り 作品46（管弦楽 ※語り手を伴う）
- ホルスト - 6つの男声合唱曲 作品53（弦楽）
- バルトーク - 4つの古いハンガリー民謡（無伴奏）
- コダーイ - 廃墟にて（無伴奏）
- ストラヴィンスキー - カンタータ「星の王」（管弦楽）
- ヴァレーズ - ノクターナル（管弦楽 ※ソプラノ独唱を伴う。未完）
- ヴィラ＝ロボス - ショーロス第3番（クラリネット、アルトサックス、ファゴット、3本のホルン、トロンボーン）
- マルティヌー - イザヤの預言（トランペット、ヴィオラ、ピアノ、ティンパニ）
- ミヨー - 詩編121 作品72（無伴奏）
- ヒンデミット - 薄明りの真夜中（無伴奏）
- プーランク - アッシジの聖フランチェスコの4つの小さな祈り（無伴奏）
- ヴァイル - ベルリン・レクイエム（吹奏楽）
- デュリュフレ - ミサ曲「クム・ユビロ」 作品11（管弦楽またはオルガン）
- シェルシ - アンティフォナ（無伴奏）
- ショスタコーヴィチ - 忠誠作品136（無伴奏）
- バーバー - ストップウォッチと軍用地図 作品15（ティンパニ）
- ブリテン - 小姓マスグレーヴとバーナード夫人のバラード（ピアノ）
- クセナキス - メディア（クラリネット、ファゴット、トロンボーン、チェロ、打楽器）
- ベリオ - スタンゼ（管弦楽）
- ラウタヴァーラ - 人生の書 作品66（無伴奏）
- ペンデレツキ - 主をほめたたえよ（無伴奏）
- ペルト - 深き淵より（オルガン、またはオルガンと打楽器）
- ラッヘンマン - 今（管弦楽）

### 日本人の男声合唱曲
戦後の男声合唱曲に関しても、海外編と同じくリストの膨張を避けるために、「CD・レコード化されている（コンクール、プライベート盤を除く）」「オリジナルの編成が男声である（すなわち混声、女声、歌曲などからの編曲ではない）」の両方を満たしたものを紹介する。出版されていないものについては日本の絶版・未出版男声合唱曲に詳しい。同じく、生年順にまとめている。
便宜上、戦前、戦中の作品については※を付した。
- 弘田龍太郎 - おぼろ夜※
- 本居長世 - 嬉しき日※ / 般若心経※
- 藤井清水 - 水夫の歌※ / 海※
- 宮城道雄 - 新暁※
- 清瀬保二 - 蛇祭り行進
- 橋本國彦 - 男声合唱のための小協奏曲※
- 長谷川良夫 - 白秋による三つの男声合唱曲※
- 清水脩 - 月光とピエロ / アイヌのウポポ
- 髙田三郎 - 季節と足跡／戦旅
- 小倉朗 - 東北地方の民謡による七つの無伴奏男声合唱曲
- 柴田南雄 - 三つの男声合唱曲 / 萬歳流し
- 石井歓 - 枯木と太陽の歌
- 大中恩 - ヴェニュス生誕
- 間宮芳生 - 合唱のためのコンポジション第3番、第6番、第14番
- 湯浅譲二 - 四季 / 九位によるコムポジション
- 三木稔 - 阿波 / レクイエム
- 多田武彦 - 柳河風俗詩 / 富士山 / 雪明りの路 / 雨 / 吹雪の街を
- 武満徹 - 芝生
- 三善晃 - 王孫不帰 / 縄文土偶 / 路標のうた / 遊星ひとつ
- 南弘明 - 月下の一群
- 平吉毅州 - さすらいの船路
- 三枝成彰 - 川よ とわに美しく
- 新実徳英 - ことばあそびうたII / 祈りの虹
- 高嶋みどり - 青いメッセージ
- 青島広志 - ギルガメシュ叙事詩
- 大島ミチル - 御誦
- 信長貴富 - 新しい歌 / くちびるに歌を

### 男声合唱が加わる交響曲や協奏曲
音源がないものも含む。
- リスト - ファウスト交響曲
- シベリウス - クッレルヴォ交響曲 作品7
- ブゾーニ - ピアノ協奏曲 作品39
- クニッペル - 交響曲第3番「極東軍」 作品32
- ショスタコーヴィチ - 交響曲第13番 変ロ短調『バビ・ヤール』作品113
- 黛敏郎 - 涅槃交響曲
- ブライアーズ - コントラバス協奏曲
- セーゲルスタム - 交響曲第20番「12月」